# Puente de Vadillos
Puente de Vadillos es una localidad perteneciente a la provincia de Cuenca, España
Se encuentra a unos 70 km de la capital y está enclavado al norte de la provincia, en la comarca de la Alta Serranía de Cuenca- Alto Tajo.
Está situado en la confluencia de los rios Guadiela y Cuervo, en un profundo valle habitado por varias familias desde siglos atrás aprovechando su situación como zona de paso y sus recursos naturales. 
Es a mediados del siglo XX cuando sufre su mayor transformación convirtiéndose en un emergente y sorprendente nudo industrial en medio de la Serranía conquense, destacando la moderna fábrica de carburo de silicio, el Real Balneario de Solán de Cabras y la embotelladora que lleva el mismo nombre. Además, gracias a la belleza de los parajes en los que se enclava (con la cercana desembocadura del río Cuervo en el Guadiela) ha desarrollado el sector servicios, atrayendo a multitud de turistas.
Sus fiestas patronales se celebran el primer sábado de agosto en honor a San Martín de Porres y una romería en honor a la Virgen de las Angustias el último sábado de mayo en la ermita situada en la parte alta de la localidad.
Existen varias rutas desde la localidad, como son el PR-CU 92 Ruta del Embalse del Molino de Chincha, el Camino a la Cueva de la Sierpe o el Sendero del Miravete. La hoz de Tragavivos también queda cerca de la localidad pero su acceso no está acondicionado.
Posee el Museo Regional de los Gancheros y la Madera así como varios establecimientos dedicados a la hostelería.